# Johann Georg Taberger
Johann Georg Taberger (getauft 19. August 1782 in der Calenberger Neustadt bei Hannover; † 23. Oktober 1854 in Hannover) war ein deutscher Zinngießer.

## Leben

### Familie
Johann Georg Taberger war der Sohn des Zinngießers Friedrich Ludwig Arnold Taberger und der Christina Margareta Unruh (* 11. November 1698 in Limmer; † 23. Juni 1780 in Hannover).
Seine Tochter Stephie Eleonore Taberger heiratete 1810 den Buchhändler-, -drucker und Verleger Friedrich Bernhard Culemann.

### Werdegang
Johann Georg Taberger wurde nach seiner Lehre von seiner Wanderschaft suspendiert.
Im Jahr 1810 Leistete er den Bürgereid zur Erlangung des Bürgerrechts, erhielt im selben Jahr den Meistertitel und übernahm die Werkstatt seines Vaters. In den Jahren von 1826 bis 1830 übernahm der das Amt des Vorstehers des Zinngießeramtes in Hannover.
1830 gab Taberger sowohl das Geschäft als auch das Vorsteheramt auf und wurde Rentier. Offenbar betätigte er sich auch als Amateur-Maler.

## Bekannte Werke (unvollständig)
- 1820: Begegnung der Familien Taberger und Culemann auf dem Schützenfest, Aquarell (Provenienz: „Frau E. Leonhardt, Hannover“), Szene vom Klagesmarkt mit 8 Personen in der Kleidung des Empire-Stils, darunter Taberger selbst mit seiner Familie, Buchdrucker Culemann, Stabsarzt Johann Gottfried Taberger nebst Familie sowie Christian Fricke, Haushofmeister des Herzogs von Cambridge[5]